# دزموند هویت
دزموند هویت (انگلیسی: Desmond Hoyte؛ ۹ مارس ۱۹۲۹ – ۲۲ دسامبر ۲۰۰۲) یک سیاست‌مدار اهل گویان بود.